# Góra Buźnicka
Góra Buźnicka (288 m n.p.m.) – wzgórze w Paśmie Sowińca w Krakowie. Pod względem geograficznym znajduje się w obrębie Pomostu Krakowskiego zaliczanego do makroregionu Bramy Krakowskiej.
Wzgórze położone jest w północno-zachodniej części masywu, w jego głównym grzbiecie. Od zachodu sąsiaduje z Prochowódką, a od południowego wschodu z Sowińcem, oddzielone przełączką, przez którą przechodzi ulica Chełmska łącząca Wolę Justowską z Zakamyczem. Na szczycie wzniesienia znajduje się szaniec nr 2, wchodzący w skład fortyfikacji Twierdzy Kraków. Południowe stoki wzgórza są, aż pod wierzchołek, zabudowane domami osiedla Zakamycze, natomiast pozostałe stoki zabudowane są tylko w części dolnej, w górnej zaś w większości zalesione.
Przez wzgórze nie prowadzą znakowane szlaki turystyczne. Można się na nie dostać ulicą Kazimierza Wyżgi od strony południowej lub gruntową ścieżką odchodzącą od ulicy Olszanickiej od strony północnej.